# Яковенко, Аркадий Фёдорович
Аркадий Фёдорович Яковенко — советский хозяйственный, государственный и политический деятель.

## Биография
Родился в 1928 году. Член КПСС.
До 1963 — инженерный и партийный работник на автомобильном заводе имени Лихачёва.
В 1963—1968 — второй секретарь Пролетарского райкома КПСС города Москвы.
В 1968—1975 — заместитель главного инженера автомобильного завода имени Лихачёва.
В 1975—1989 — заместитель генерального директора ПО «ЗИЛ имени Лихачева».
За коренное усовершенствование технологии производства на основе ускоренного внедрения новейших достижений науки и техники на ЗИЛе был в составе коллектива удостоен Государственной премии СССР в области науки и техники 1981 года.
Жил в Москве.

## Награды
- Орден Октябрьской Революции (27.04.1976)[5]
- Орден Трудового Красного Знамени (31.03.1981)[6]
- Орден «Знак Почёта» (30.07.1966)[7]